# Dzień, w którym zatrzymała się Ziemia (film 2008)

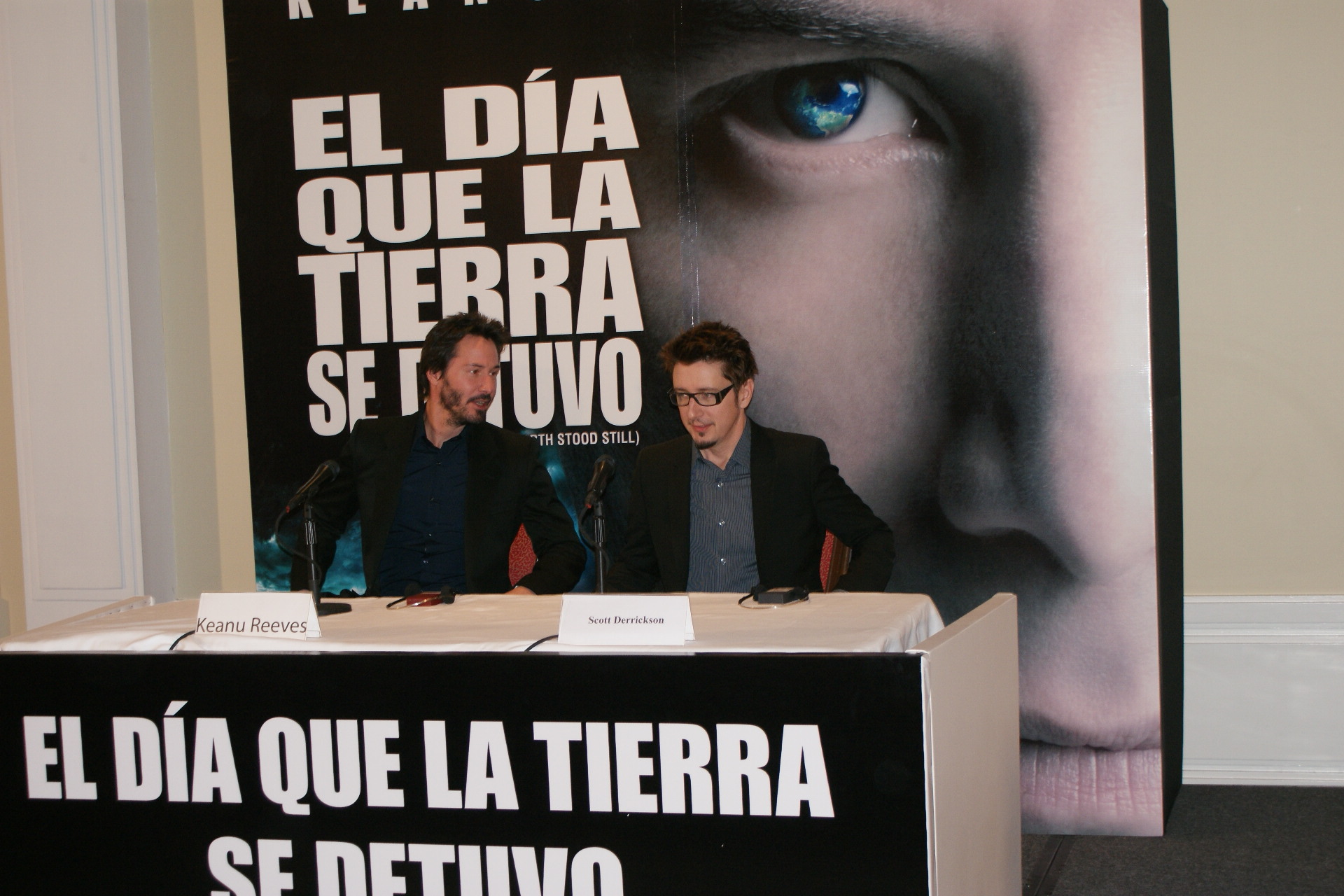
Keanu Reeves i Scott Derrickson podczas promocji filmu w Meksyku, 12 grudnia 2008 roku.

Dzień, w którym zatrzymała się Ziemia (ang. The Day the Earth Stood Still, 2008) – amerykański dramat science-fiction w reżyserii Scotta Derricksona. Remake filmu z 1951 roku pod tym samym tytułem. Scenariusze obydwu filmów oparto na opowiadaniu Harry’ego Batesa Rozstanie z Panem.

## Obsada
- Keanu Reeves − Klaatu
- Jon Hamm − dr Granier, agent NASA
- John Cleese − profesor Barnhardt
- Jennifer Connelly − Helen Benson, astrobiolog
- Kathy Bates − Regina Jackson, sekretarz obrony USA
- James Hong − pan Wu
- Jaden Smith − Jacob, syn Helen Benson
- Aaron Douglas − sierżant Winter
- Roger R. Cross − generał Quinn
- Kyle Chandler - John Driscoll
- Robert Knepper - Pułkownik
- John Rothman - Doktor Myron
- Sunita Prasad - Rouhani
- Juan Riedinger - William Kwan
- Sam Gilroy - Tom
- Tanya Champoux - Isabel
- Rukiya Bernard - Studentka
- Mousa Kraish - Yusef
- J.C. MacKenzie - Grossman

i inni.